# Droga krajowa nr 77 (Polska)
Droga krajowa nr 77 (DK77) – droga krajowa klasy GP oraz klasy G prowadząca od Lipnika do Przemyśla. Łączy ona 9 miast: Sandomierz, Stalową Wolę, Nisko, Rudnik nad Sanem, Nową Sarzynę, Leżajsk, Jarosław, Radymno oraz Przemyśl. Większość trasy na Podkarpaciu podąża za biegiem Sanu. Na odcinku Lipnik–Jarosław droga jest trasą alternatywną dla drogi krajowej nr 9 (dla tych, którzy chcą dojechać z województwa świętokrzyskiego do województwa podkarpackiego, omijając jednocześnie Rudnę Małą, w której znajdują się: rondo prowadzące do portu lotniczego Rzeszów-Jasionka oraz węzeł z autostradą A4 i drogą ekspresową S19, na którym droga krajowa nr 9 kończy swój bieg), która podobnie jak droga krajowa nr 77 łączy województwo świętokrzyskie z województwem podkarpackim.
Przebiega przez województwa: świętokrzyskie i podkarpackie. Miejscami bardzo trudno nią przejechać z powodu dużej ilości kolein. W 2012 otwarto dwupasmową obwodnicę Przemyśla z wiszącym mostem Brama Przemyska, w którą wchodzi droga krajowa nr 77 w całości i tam kończy się. W 2021 roku otwarto obwodnicę Stalowej Woli i Niska.

## Klasa drogi
Droga posiada parametry klasy GP na odcinkach:
- Lipnik – Sandomierz
- obwodnica Stalowej Woli i Niska
- obwodnica Leżajska
- Jarosław – Radymno – Przemyśl

oraz parametry klasy G na odcinkach:
- Sandomierz – Stalowa Wola
- Nisko – Leżajsk
- Leżajsk – Tryńcza – Jarosław[2]

## Dopuszczalny nacisk na oś
Od 13 marca 2021 roku na drodze dozwolony jest ruch pojazdów o nacisku pojedynczej osi napędowej do 11,5 tony.

### Do 13 marca 2021 r.
We wcześniejszych latach droga krajowa nr 77 była objęta ograniczeniami dopuszczalnego nacisku pojedynczej osi:
| Znak      | Dopuszczalny nacisk | Lata obowiązywania | Odcinek                                                           |
| --------- | ------------------- | --- | ----------------------------------------------------------------- |
|           | do 11,5 tony        | 2011–2015 | Nisko – Rudnik nad Sanem – Leżajsk – Tryńcza – Jarosław – Radymno |
| 2015–2017 | do 11,5 tony        | Radymno – (węzeł „Przemyśl”) |                                                                   |
| 2017–2021 | do 11,5 tony        | - Lipnik – Sandomierz – Stalowa Wola – Nisko - (węzeł „Przemyśl”) – Skołoszów – Żurawica – Przemyśl                                                        |                                                                   |
|           | do 10 ton           | 2000–2005 | na całej długości                                                 |
| 2005–2010 | do 10 ton           | - Lipnik – Sandomierz – Stalowa Wola – Nisko - Jarosław – Radymno                                                                                          |                                                                   |
| 2010–2015 | do 10 ton           | - Lipnik – Sandomierz – Stalowa Wola – Nisko - Radymno – Przemyśl                                                                                          |                                                                   |
| 2015–2017 | do 10 ton           | - Lipnik – Sandomierz – Stalowa Wola – Leżajsk (ul. Warszawska) - Leżajsk (ul. Jarosławska) – Tryńcza – Jarosław – Radymno - (węzeł „Przemyśl”) – Przemyśl |                                                                   |
| 2017–2021 | do 10 ton           | - Nisko – Leżajsk (ul. Warszawska) - Leżajsk (ul. Jarosławska) – Tryńcza – Jarosław – (węzeł „Przemyśl”)                                                   |                                                                   |

## Ważniejsze miejscowości leżące na trasie DK77
- Lipnik (DK9)
- Sandomierz (DK79, DW723, DW777) – obwodnica miejska
- Gorzyce (DW854)
- Stalowa Wola (DW855, DW871) – obwodnica
- Nisko (S19, DW872, DW878) – obwodnica
- Rudnik nad Sanem – obwodnica
- Kopki (DW861, DW863)
- Nowa Sarzyna – obwodnica
- Leżajsk (DW875, DW877) – obwodnica
- Tryńcza (DW835)
- Jarosław (DK94, DW865, DW880) – obwodnica
- Radymno (DK94) – obwodnica
- Skołoszów (A4, DK94)
- Żurawica (DW881)
- Przemyśl (DK28, DW884, DW885) – obwodnica

## Historia numeracji
Na przestrzeni lat trasa posiadała różne oznaczenia:

| Numer | Numer | Przebieg                                                     | Lata obowiązywania                                   | Źródło | Uwagi                                                                                    |
| ----- | ----- | ------------------------------------------------------------ | ---------------------------------------------------- | --- | ---------------------------------------------------------------------------------------- |
| ?     | ?     | Lipnik – Sandomierz                                          | 1920 – lata 30.                                      | Ustawa z 10 grudnia 1920 r. o budowie i utrzymaniu dróg publicznych w Rzeczypospolitej Polskiej (Dz.U. z 1921 r. nr 6, poz. 32) | nieznane oznaczenie                                                                      |
| 19c   | 19c   | Sandomierz – Jarosław                                        | 1920 – lata 30.                                      | Ustawa z 10 grudnia 1920 r. o budowie i utrzymaniu dróg publicznych w Rzeczypospolitej Polskiej (Dz.U. z 1921 r. nr 6, poz. 32) | odnoga drogi państwowej nr 19                                                            |
| 19    | 19    | Jarosław – Radymno                                           | 1920 – lata 30.                                      | Ustawa z 10 grudnia 1920 r. o budowie i utrzymaniu dróg publicznych w Rzeczypospolitej Polskiej (Dz.U. z 1921 r. nr 6, poz. 32) |                                                                                          |
| 19e   | 19e   | Radymno – Przemyśl                                           | 1920 – lata 30.                                      | Ustawa z 10 grudnia 1920 r. o budowie i utrzymaniu dróg publicznych w Rzeczypospolitej Polskiej (Dz.U. z 1921 r. nr 6, poz. 32) | odnoga drogi państwowej nr 19                                                            |
| ?     | ?     | Lipnik – Sandomierz                                          | lata 30. – 1952                                      | Zygmunt Jaworski, Mapa samochodowa Polski (stan dróg) na rok 1939/40, Tadeusz Musiał, 1939. Brak numerów stron w książce | nieznane oznaczenie                                                                      |
| 10    | 10    | Sandomierz – Nisko – Leżajsk – Jarosław – Radymno – Przemyśl | lata 30. – 1952                                      | - Zygmunt Jaworski, Mapa samochodowa Polski (stan dróg) na rok 1939/40, Tadeusz Musiał, 1939. Brak numerów stron w książce - Monografia drogownictwa na Podkarpaciu – cz. 8 [online], Generalna Dyrekcja Dróg Krajowych i Autostrad, 12 lipca 2019 [dostęp 2020-04-03]. |                                                                                          |
| 30    | 30    | Lipnik – Sandomierz                                          | 1952 – 1985                                          | - Monografia drogownictwa na Podkarpaciu – cz. 8 [online], Generalna Dyrekcja Dróg Krajowych i Autostrad, 12 lipca 2019 [dostęp 2020-04-03]. - Mapa samochodowa Polski 1:1 000 , Warszawa: Państwowe Przedsiębiorstwo Wydawnictw Kartograficznych, 1962. Brak numerów stron w książce - Atlas samochodowy Polski 1:500 000. Wyd. IV. Warszawa: Państwowe Przedsiębiorstwo Wydawnictw Kartograficznych, 1965. Brak numerów stron w książce - Mapa samochodowa Polski 1:1 000 , wyd. dziesiąte, Warszawa: Państwowe Przedsiębiorstwo Wydawnictw Kartograficznych, 1971. Brak numerów stron w książce - Samochodowy atlas Polski 1:500 000. Wyd. IX. Warszawa: Państwowe Przedsiębiorstwo Wydawnictw Kartograficznych, 1985. Brak numerów stron w książce |                                                                                          |
| 201   | 201   | Sandomierz – Stalowa Wola – Nisko – Leżajsk – Jarosław       | 1952 – 1985                                          | Monografia drogownictwa na Podkarpaciu – cz. 8 [online], Generalna Dyrekcja Dróg Krajowych i Autostrad, 12 lipca 2019 [dostęp 2020-04-03]. | na mapach i atlasach drogowych oznaczana jako droga drugorzędna                          |
| 31    | E22   | Jarosław – Radymno – Przemyśl                                | • krajowy: 1952 – 1985 • europejski: 1962 – lata 80. | - Monografia drogownictwa na Podkarpaciu – cz. 8 [online], Generalna Dyrekcja Dróg Krajowych i Autostrad, 12 lipca 2019 [dostęp 2020-04-03]. - Mapa samochodowa Polski 1:1 000 , Warszawa: Państwowe Przedsiębiorstwo Wydawnictw Kartograficznych, 1962. Brak numerów stron w książce - Atlas samochodowy Polski 1:500 000. Wyd. IV. Warszawa: Państwowe Przedsiębiorstwo Wydawnictw Kartograficznych, 1965. Brak numerów stron w książce - Mapa samochodowa Polski 1:1 000 , wyd. dziesiąte, Warszawa: Państwowe Przedsiębiorstwo Wydawnictw Kartograficznych, 1971. Brak numerów stron w książce - Hegi Gyula, Domokos György: Europe L’Europe Europa Европа. Road atlas Atlas Routier Autoatlas Атлас автомобильных дорог. Budapeszt: Cartographia Budapest, 1981. ISBN 963-350-412-0. Brak numerów stron w książce - Samochodowy atlas Polski 1:500 000. Wyd. IX. Warszawa: Państwowe Przedsiębiorstwo Wydawnictw Kartograficznych, 1985. Brak numerów stron w książce | od lat 60. na oznakowaniu był umieszczany wyłącznie numer międzynarodowy                 |
| 759   | 759   | Lipnik – Sandomierz                                          | 1985 – 2000                                          | - Uchwała nr 192 Rady Ministrów z dnia 3 grudnia 1985 r. w sprawie zaliczenia dróg do kategorii dróg krajowych (M.P. z 1986 r. nr 3, poz. 16) - Polska: Atlas samochodowy 1:300 000. Wyd. pierwsze. Warszawa: Polskie Przedsiębiorstwo Wydawnictw Kartograficznych, 1992. ISBN 83-7000-080-0. Brak numerów stron w książce - Polska: mapa samochodowa 1:700 000, wyd. 1, Szczecin: Wydawnictwo Kartograficzne Kompas, 1996–1997, ISBN 83-904373-2-5. Brak numerów stron w książce - Polska: mapa samochodowa 1:700 000, wyd. II zmienione i poprawione, Szczecin: Wydawnictwo Kartograficzne Kompas, 1997–1998, ISBN 83-904373-3-3. Brak numerów stron w książce | dozwolony ruch ciężki – dopuszczony ruch pojazdów o nacisku pojedynczej osi do 10 ton    |
| 859   | 859   | Sandomierz – Stalowa Wola                                    | 1985 – 2000                                          | - Uchwała nr 192 Rady Ministrów z dnia 3 grudnia 1985 r. w sprawie zaliczenia dróg do kategorii dróg krajowych (M.P. z 1986 r. nr 3, poz. 16) - Polska: Atlas samochodowy 1:300 000. Wyd. pierwsze. Warszawa: Polskie Przedsiębiorstwo Wydawnictw Kartograficznych, 1992. ISBN 83-7000-080-0. Brak numerów stron w książce - Polska: mapa samochodowa 1:700 000, wyd. 1, Szczecin: Wydawnictwo Kartograficzne Kompas, 1996–1997, ISBN 83-904373-2-5. Brak numerów stron w książce - Polska: mapa samochodowa 1:700 000, wyd. II zmienione i poprawione, Szczecin: Wydawnictwo Kartograficzne Kompas, 1997–1998, ISBN 83-904373-3-3. Brak numerów stron w książce |                                                                                          |
| 84    | 84    | Stalowa Wola – Nisko                                         | 1985 – 2000                                          | - Uchwała nr 192 Rady Ministrów z dnia 3 grudnia 1985 r. w sprawie zaliczenia dróg do kategorii dróg krajowych (M.P. z 1986 r. nr 3, poz. 16) - Polska: Atlas samochodowy 1:300 000. Wyd. pierwsze. Warszawa: Polskie Przedsiębiorstwo Wydawnictw Kartograficznych, 1992. ISBN 83-7000-080-0. Brak numerów stron w książce - Polska: mapa samochodowa 1:700 000, wyd. 1, Szczecin: Wydawnictwo Kartograficzne Kompas, 1996–1997, ISBN 83-904373-2-5. Brak numerów stron w książce - Polska: mapa samochodowa 1:700 000, wyd. II zmienione i poprawione, Szczecin: Wydawnictwo Kartograficzne Kompas, 1997–1998, ISBN 83-904373-3-3. Brak numerów stron w książce |                                                                                          |
| 862   | 862   | Nisko – Rudnik – Leżajsk – Tryńcza – Jarosław                | 1985 – 2000                                          | - Uchwała nr 192 Rady Ministrów z dnia 3 grudnia 1985 r. w sprawie zaliczenia dróg do kategorii dróg krajowych (M.P. z 1986 r. nr 3, poz. 16) - Polska: Atlas samochodowy 1:300 000. Wyd. pierwsze. Warszawa: Polskie Przedsiębiorstwo Wydawnictw Kartograficznych, 1992. ISBN 83-7000-080-0. Brak numerów stron w książce - Polska: mapa samochodowa 1:700 000, wyd. 1, Szczecin: Wydawnictwo Kartograficzne Kompas, 1996–1997, ISBN 83-904373-2-5. Brak numerów stron w książce - Polska: mapa samochodowa 1:700 000, wyd. II zmienione i poprawione, Szczecin: Wydawnictwo Kartograficzne Kompas, 1997–1998, ISBN 83-904373-3-3. Brak numerów stron w książce | dopuszczony ruch pojazdów o nacisku pojedynczej osi do 10 ton na odcinku Nisko – Tryńcza |
| 4     | E40   | Jarosław – Radymno                                           | 1985 – 2016                                          | - Uchwała nr 192 Rady Ministrów z dnia 3 grudnia 1985 r. w sprawie zaliczenia dróg do kategorii dróg krajowych (M.P. z 1986 r. nr 3, poz. 16) - Polska: Atlas samochodowy 1:300 000. Wyd. pierwsze. Warszawa: Polskie Przedsiębiorstwo Wydawnictw Kartograficznych, 1992. ISBN 83-7000-080-0. Brak numerów stron w książce - Polska: mapa samochodowa 1:700 000, wyd. 1, Szczecin: Wydawnictwo Kartograficzne Kompas, 1996–1997, ISBN 83-904373-2-5. Brak numerów stron w książce - Polska: mapa samochodowa 1:700 000, wyd. II zmienione i poprawione, Szczecin: Wydawnictwo Kartograficzne Kompas, 1997–1998, ISBN 83-904373-3-3. Brak numerów stron w książce - Rozporządzenie Rady Ministrów z dnia 15 grudnia 1998 r. w sprawie ustalenia wykazu dróg krajowych i wojewódzkich (Dz.U. z 1998 r. nr 160, poz. 1071) | w latach 2000–2016 wspólny przebieg dróg nr 4 i 77                                       |
| 4     | E40   | Radymno – Przemyśl                                           | 1985 – 2000                                          | - Uchwała nr 192 Rady Ministrów z dnia 3 grudnia 1985 r. w sprawie zaliczenia dróg do kategorii dróg krajowych (M.P. z 1986 r. nr 3, poz. 16) - Polska: Atlas samochodowy 1:300 000. Wyd. pierwsze. Warszawa: Polskie Przedsiębiorstwo Wydawnictw Kartograficznych, 1992. ISBN 83-7000-080-0. Brak numerów stron w książce - Polska: mapa samochodowa 1:700 000, wyd. 1, Szczecin: Wydawnictwo Kartograficzne Kompas, 1996–1997, ISBN 83-904373-2-5. Brak numerów stron w książce - Polska: mapa samochodowa 1:700 000, wyd. II zmienione i poprawione, Szczecin: Wydawnictwo Kartograficzne Kompas, 1997–1998, ISBN 83-904373-3-3. Brak numerów stron w książce - Rozporządzenie Rady Ministrów z dnia 15 grudnia 1998 r. w sprawie ustalenia wykazu dróg krajowych i wojewódzkich (Dz.U. z 1998 r. nr 160, poz. 1071) |                                                                                          |

## Galeria

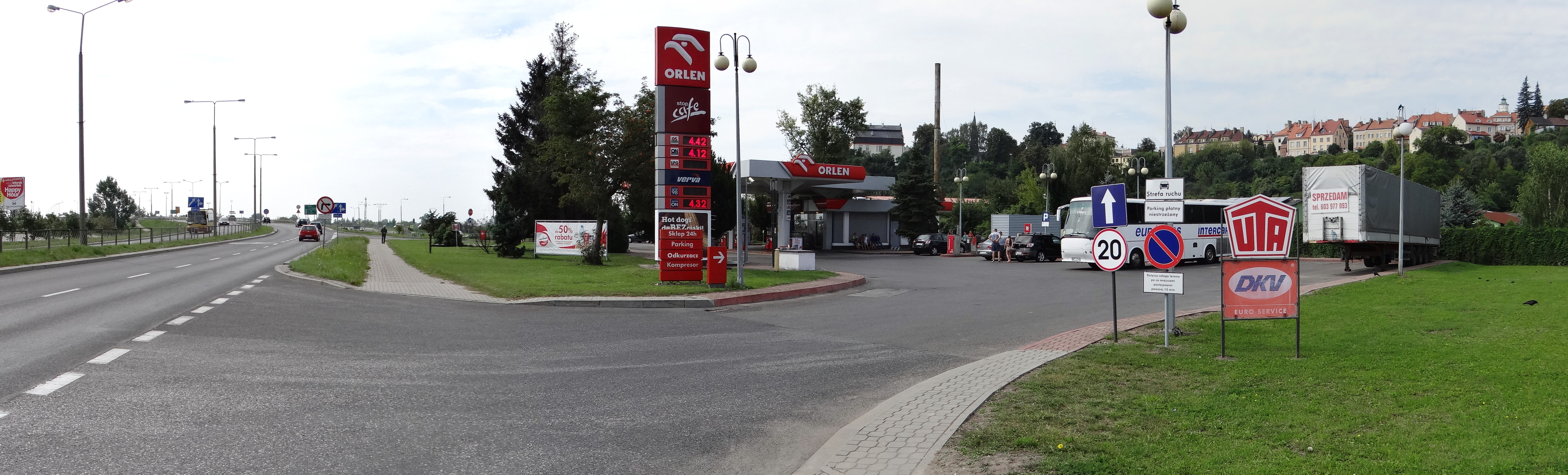
Sandomierz Obwodnica (ul. Żwirki i Wigury)
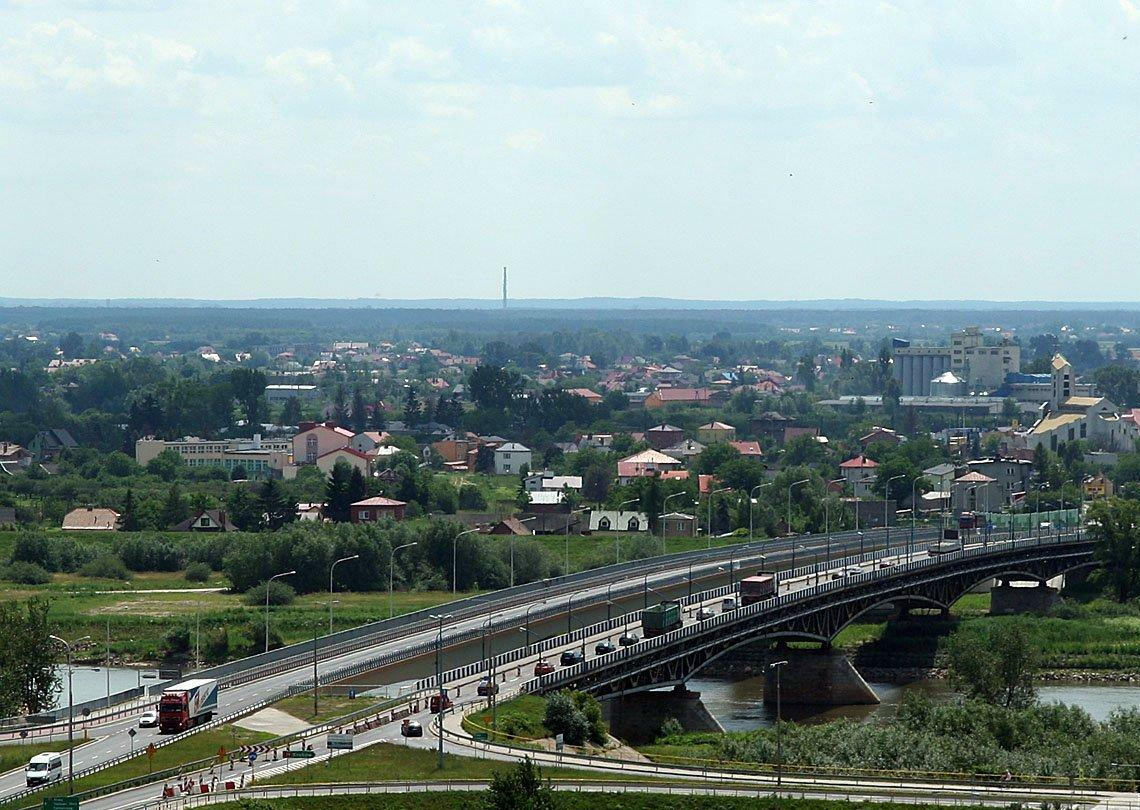
Sandomierz Most na Wiśle
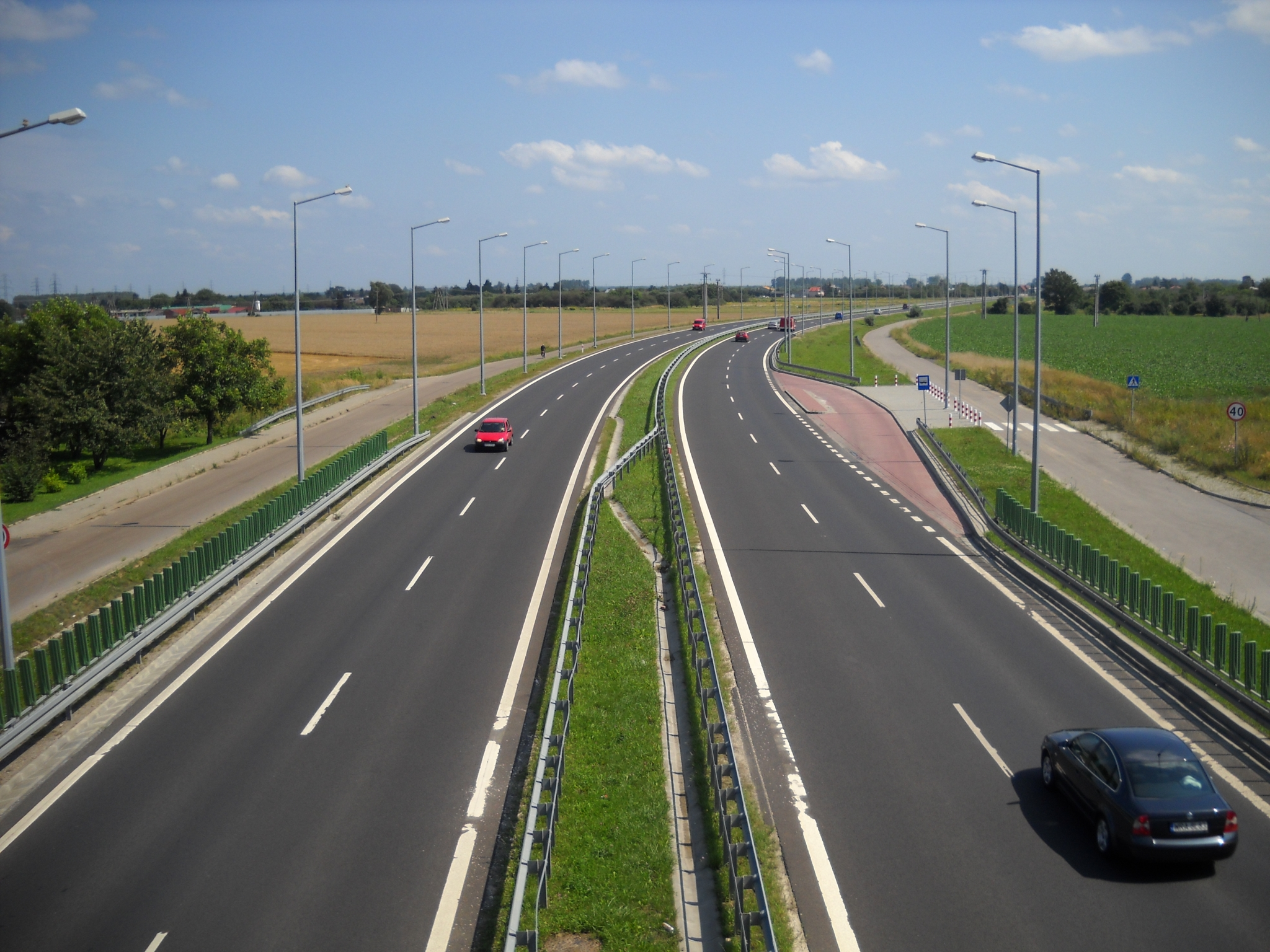
Stalowa Wola Obwodnica (ul. Podskarpowa)
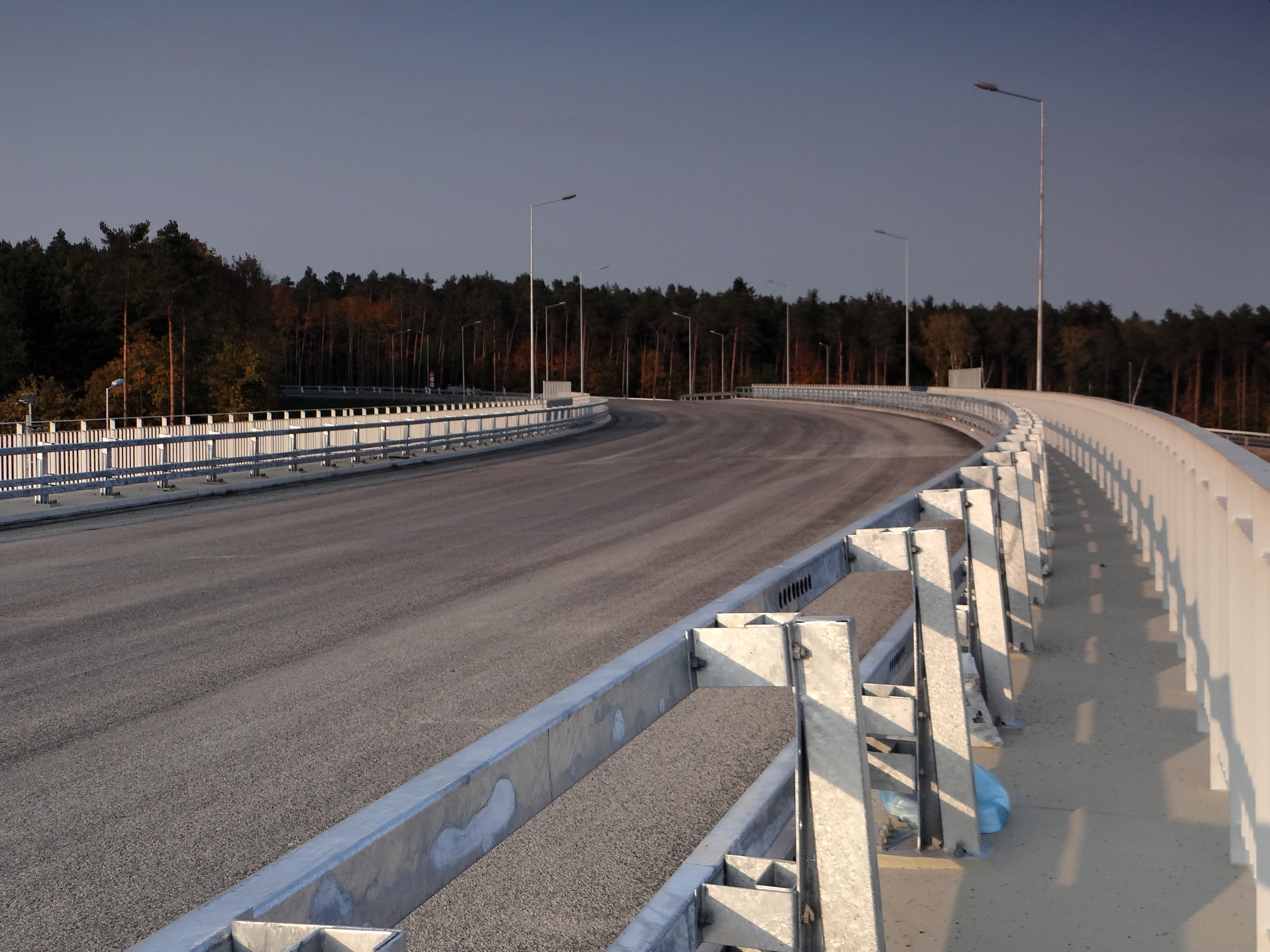
Leżajsk Obwodnica (ul. Piłsudskiego)
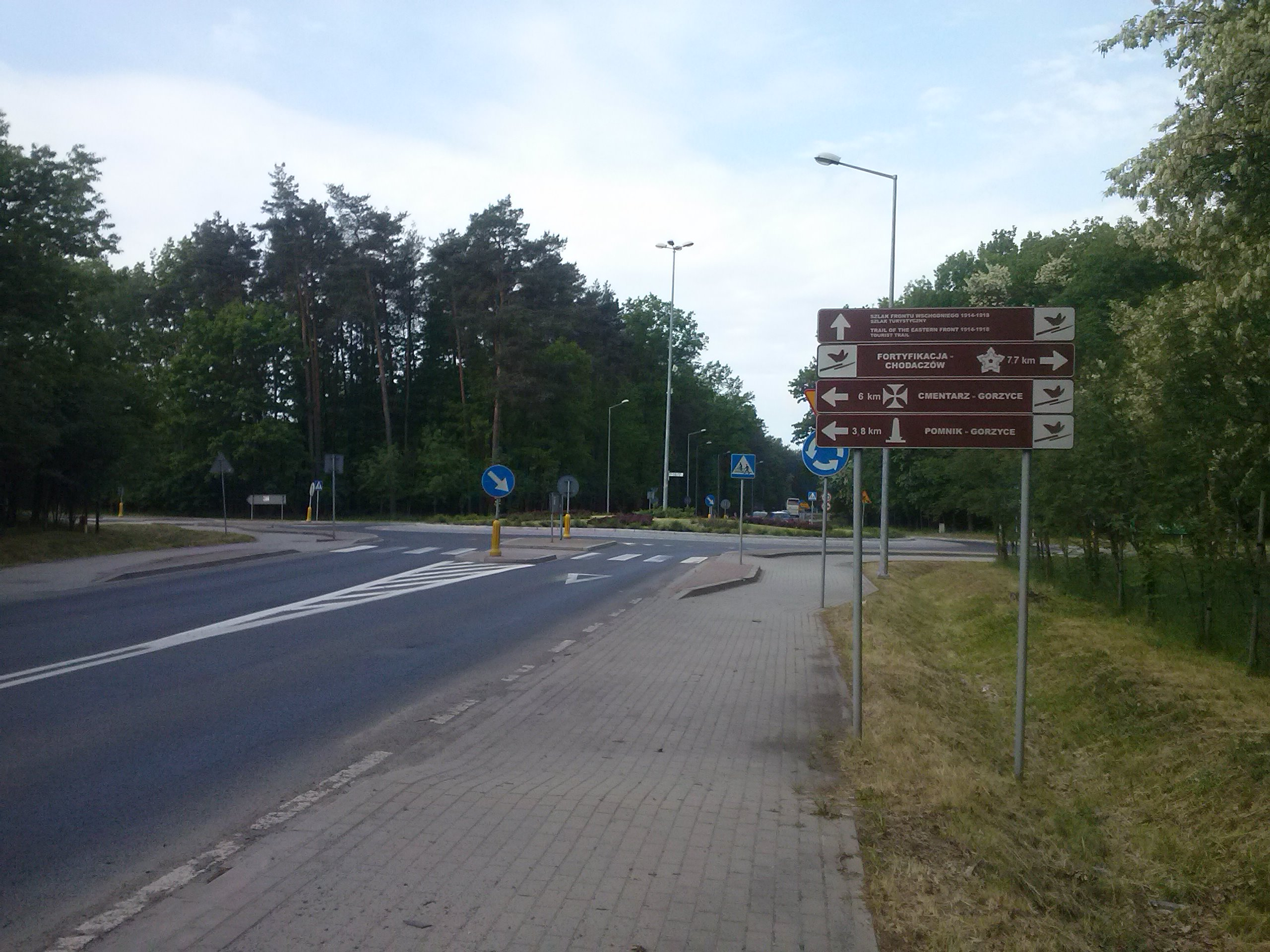
Tryńcza Rondo w lesie, skrzyżowanie z DW 835
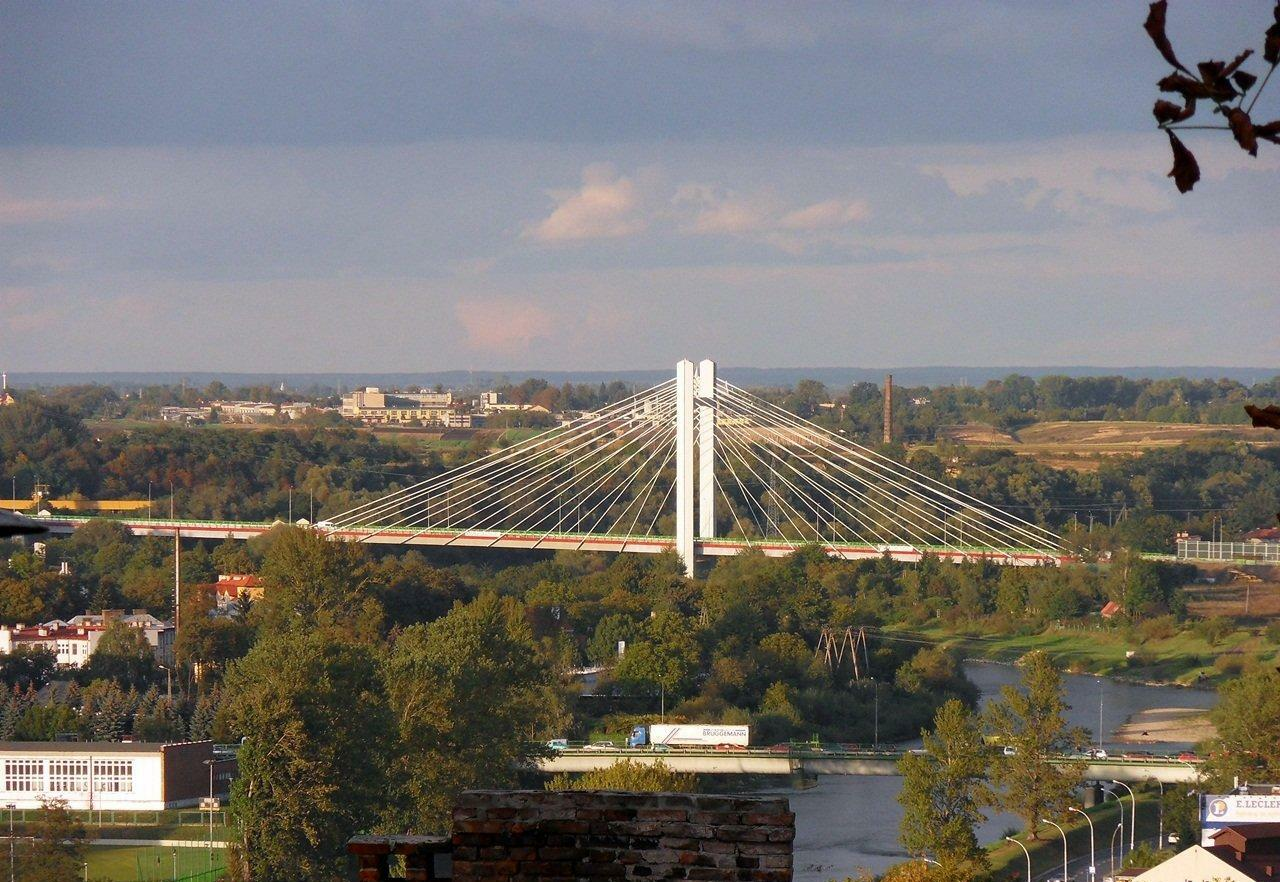
Przemyśl Most na Sanie